# مرگ و بازگشت سوپرمن
«مرگ و بازگشت سوپرمن» (انگلیسی: The Death and Return of Superman) یک بازی ویدئویی در سبک بیتم آپ است که توسط بلیزارد انترتینمنت، در سال ۱۹۹۴ و در پلت‌فرم‌های سوپر نینتندو و سگا مگا درایو منتشر شده‌است.

## گیم‌پلی

نمایی از گیم‌پلی بازی

مرگ و بازگشت سوپرمن از گیم‌پلی بیتم آپ استفاده می‌کند که در آن بازیکن در حال کنترل یک شخصیت است که می‌تواند در تمام جهات حرکت می‌کند. در بازی شما می‌توانید با حرکت‌های مختلف رزمی و غیره دشمنان خود را نابود کنید. شخصیت‌ها می‌توانند پرواز کنند و بدین وسیله از موانع یا دشمنان عبور کنند. دشمنان معمولاً با اسلحه، بمب، یا اره برقی مسلح شدند. دشمنان قویتر شبیه به باقی دشمنان هستند اما با رنگی متفاوت.

## شخصیت‌های قابل بازی
- سوپرمن - "بزرگترین قهرمان تمام دوران، سوپرمن نگهبانان کلانشهر و جهان، علیه تمام نیروهای شیطانی." سوپرمن با استفاده از چشم انداز حرارتی خود به دشمنان حمله می‌کند.
- سایبورگ "نیمه انسان، نیمه ماشین! او در اصل از دی‌ان‌ای سوپرمن به وجود آمده. آیا او بازسازی سوپرمن است؟" سایبورگ از بازوی خود به عنوان یک سلاح استفاده می‌کند. حرکت ویژه او یک بمب فلش است.
- اردیکتور
- پولاد "جان هنری آیرونز، طراح سلاح‌های ویژه سابق. مرد پولادین زندگی خود را به انجام میراث سوپرمن از عدالت متعهد شده است." حرکت فوق‌العاده او شیرجه قدرتمند است.
- سوپر بوی